# Arthur Giesl von Gieslingen

Arthur Giesl von Gieslingen in Generalsuniform (1914)

Arthur Giesl von Gieslingen (1884)

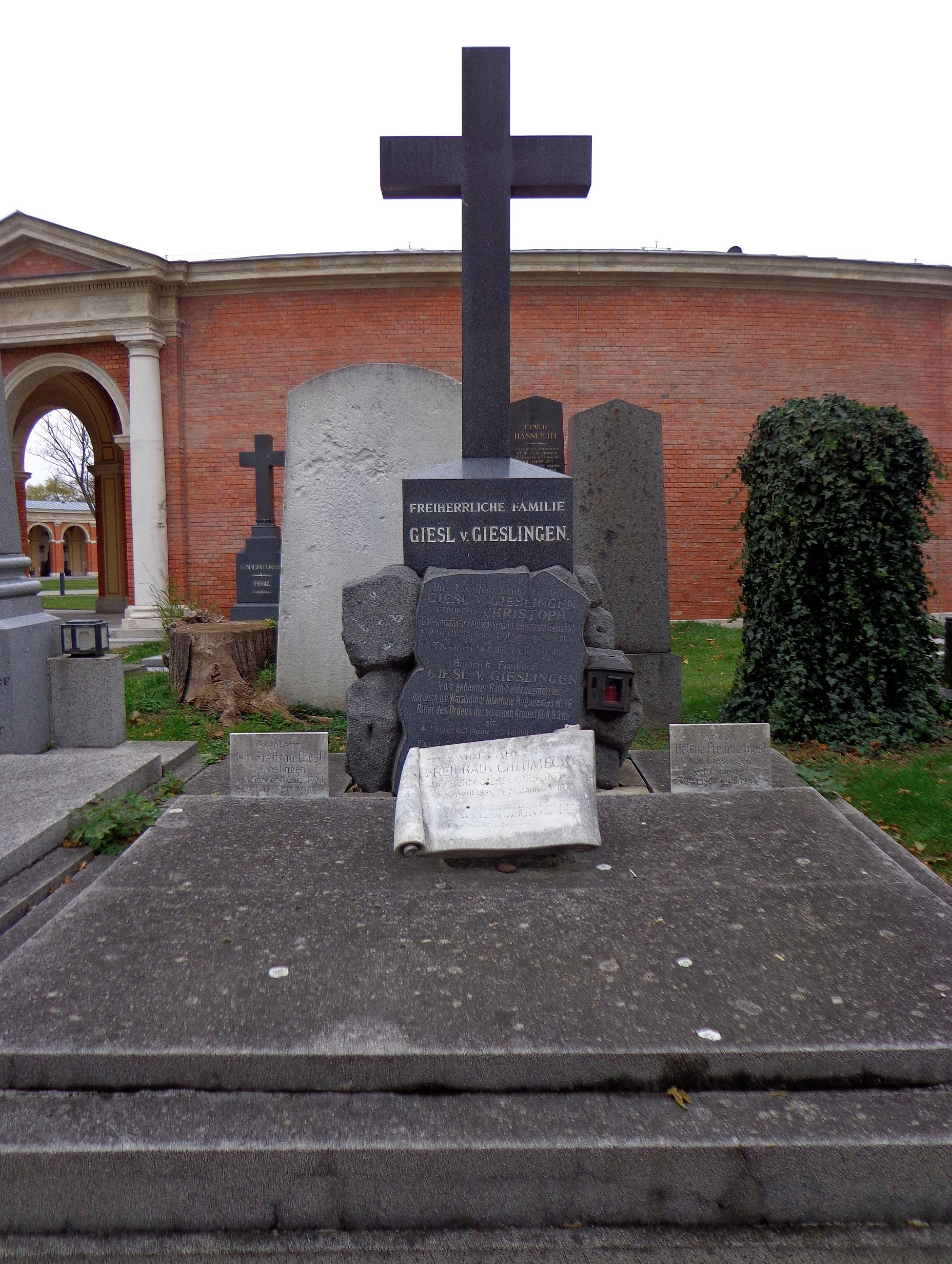
Wiener Zentralfriedhof – Grab der Freiherren Giesl von Gieslingen, in dem u. a. Heinrich und Arthur Giesl von Gieslingen bestattet sind.

Arthur Giesl Freiherr von Gieslingen (* 19. Juni 1857 in Krakau; † 3. Dezember 1935 in Wien) war ein österreichischer Offizier (zuletzt General der Kavallerie) und zeitweiliger Leiter des Evidenzbüros, des k.u.k. militärischen Nachrichtendienstes. Er war sowohl in die Mayerling-Affäre um Kronprinz Rudolf von 1889 als auch in die Redl-Affäre von 1913 verwickelt, die die Donaumonarchie erschütterten.

## Leben
Arthur Giesl Freiherr von Gieslingen war der älteste Sohn des späteren Feldzeugmeisters Heinrich Karl Giesl Freiherr von Gieslingen. Nach einer Ausbildung in der Theresianischen Militärakademie wurde er 1875 einem Dragonerregiment der Armee zugeteilt. Anfang der 1880er-Jahre wurde er Mitglied des Generalstabs. Schon zwischen 1877 und 1887 soll er für das Evidenzbüro in diversen Geheimaufträgen unterwegs gewesen sein.
1887 wurde Giesl zum Ordonnanz-Offizier des Thronfolgers Erzherzog Rudolf ernannt. Er gehörte zu den wenigen Personen, die nach dem Tod Rudolfs in der Nacht vom 29. auf den 30. Jänner 1889 die Leichen des Thronfolgers und Mary Vetsera vor Ort im Schloss Mayerling zu Gesicht bekamen. Giesl war maßgeblich an der Vertuschung des Mordes an Rudolfs Geliebter beteiligt. Im Februar desselben Jahres wurde dem Hauptmann der Orden der Eisernen Krone verliehen, eine für seinen militärischen Rang ungewöhnlich hohe Auszeichnung. 1891 wurde er für ein Jahr Flügeladjutant von Kaiser Franz Joseph.
Im Jahr 1898 wurde Giesl zum Leiter des Evidenzbüros ernannt. Weil die meisten Akten des Militärgeheimdienstes im November 1918 vernichtet wurden, kann so gut wie nichts über seine Aktivitäten als Vorstand des Evidenzbureaus gesagt werden. Zu seinen Mitarbeitern gehörte Alfred Redl.
1903 übernahm er das Kommando einer Infanteriebrigade, kurz darauf erfolgte seine Beförderung zum Generalmajor. 1905 wurde er zum Kommandanten der Theresianischen Militärakademie in Wiener Neustadt ernannt, der wichtigsten Ausbildungsstätte für Offiziere in der Monarchie. 1907 wurde er zum Feldmarschallleutnant befördert.
1910 übernahm er das Kommando der 29. Infanterie-Truppendivision in Theresienstadt. 1912 wurde er Kommandant des VIII. Korps in Prag. In dieser Funktion holte er Alfred Redl, der es mittlerweile zum Oberst und zum stellvertretenden Leiter des Evidenzbüros gebracht hatte, in seinen Stab. Im Mai 1913 wurde Redl als Spion enttarnt; seit 1903 hatte er militärische Geheimnisse an Russland verraten.  Als ehemaliger Leiter des Evidenzbüros und direkter Vorgesetzter Redls wurde Giesl von Gieslingen vollständig in die Affäre eingeweiht und gehörte zu jener Gruppe hoher Offiziere, die mit der (misslungenen) Vertuschung der Affäre betraut waren.
1913 erhielt Giesl ein eigenes Regiment (Infanterieregiment Nr. 16). Zu Beginn des Ersten Weltkriegs nahm das von ihm kommandierte VIII. Korps am Feldzug gegen Serbien teil. Die Truppen wurden überraschend zurückgeschlagen und verzeichneten hohe Verluste. Nach dem Misserfolg dieser Offensiven wurde Giesl – wie auch andere Offiziere – seines Kommandos enthoben und mit halbierten Bezügen in den Ruhestand geschickt. 1917 wurde er von Kaiser Karl reaktiviert und 1919 endgültig pensioniert.
Arthur Giesl von Gieslingen war Bruder von Wladimir Giesl von Gieslingen, der Lokomotivkonstrukteur Adolph Giesl-Gieslingen war sein Sohn.

## Österreichische Militärauszeichnungen (Stand 31. Dezember 1918)
- Militär-Jubiläumskreuz 1908
- Jubiläums-Erinnerungsmedaille 1898
- Silberne Hof-Jubiläumsmedaille 1898
- Dienstzeichen für Offiziere II. Klasse
- Bronzene Militär-Verdienstmedaille, Kriegsdekoration mit Schwertern
- Militärverdienstkreuz III. Klasse
- Orden der Eisernen Krone Ritter III. Klasse
- Leopoldorden Ritterkreuz
- Königlich ungarische Sankt Stephans-Orden, Ritter (Kleinkreuz)